# Steven Gunderson

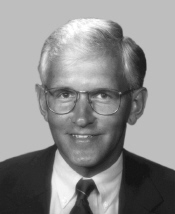
Steven Gunderson

Steven Craig „Steve“ Gunderson (* 10. Mai 1951 in Eau Claire, Wisconsin) ist ein US-amerikanischer Politiker und Präsident des Council on Foundations.

## Biographie
Gunderson wuchs in Whitehall auf. Er studierte an der University of Wisconsin–Madison. Danach ging er an die Brown School of Broadcasting in Minneapolis. Von 1975 bis 1979 war Gunderson Abgeordneter für die Republikanische Partei in der Wisconsin State Assembly. 1980 wurde er als Abgeordneter in das Repräsentantenhaus der Vereinigten Staaten gewählt. Dort repräsentierte er den dritten Kongressdistrikt von Wisconsin. Gunderson wurde insgesamt achtmal als Abgeordneter wiedergewählt. 1996 schied er aus dem Kongress aus, da er eine Wiederwahl nicht angestrebt hatte.
Gunderson war einer der ersten offen homosexuellen Politiker im Repräsentantenhaus und gilt als erster offen schwuler Politiker der Republikaner im Kongress. Er stimmte 1996 gegen den Defense of Marriage Act.
1997 schrieb Gunderson das Buch House and Home. Gunderson wurde Präsident des Council on Foundations. Gunderson lebt mit Rob Morris, einem Architekten, zusammen.

## Werke
- House and Home, 1997